# Breitbart News
Pour les articles homonymes, voir Breitbart.
Breitbart News Network (ou Breitbart News, Breitbart ou Breitbart.com) est un média politique ultra-conservateur américain,, créé en 2007 par Andrew Breitbart. Il est qualifié d'extrême droite par de nombreux commentateurs,,, considéré comme suprémaciste et complotiste.
Le siège de Breitbart News est situé à Los Angeles, avec des bureaux au Texas, à Londres et à Jérusalem. Breitbart joue un rôle important dans plusieurs affaires et controverses comme le scandale sexuel d'Anthony Weiner, un homme politique américain.
Président exécutif de Breitbart News depuis 2012, Steve Bannon quitte son poste en 2016 pour diriger la campagne de Donald Trump puis devient son conseiller stratégique à la Maison-Blanche. Après avoir dû abandonner son rôle au cœur du pouvoir à Washington, D.C. le 18 août 2017, il reprend la direction éditoriale de Breitbart News, qu'il quitte toutefois en janvier 2018.

## Histoire

### Création
Andrew Breitbart lance le site d'actualité Breitbart.tv en 2007. Il publie des dépêches d'Associated Press, de Reuters, de l'Agence France-Presse, Fox News, PR Newswire et de U.S. Newswire, ainsi que des liens vers d'autres sites de grands journaux internationaux,.

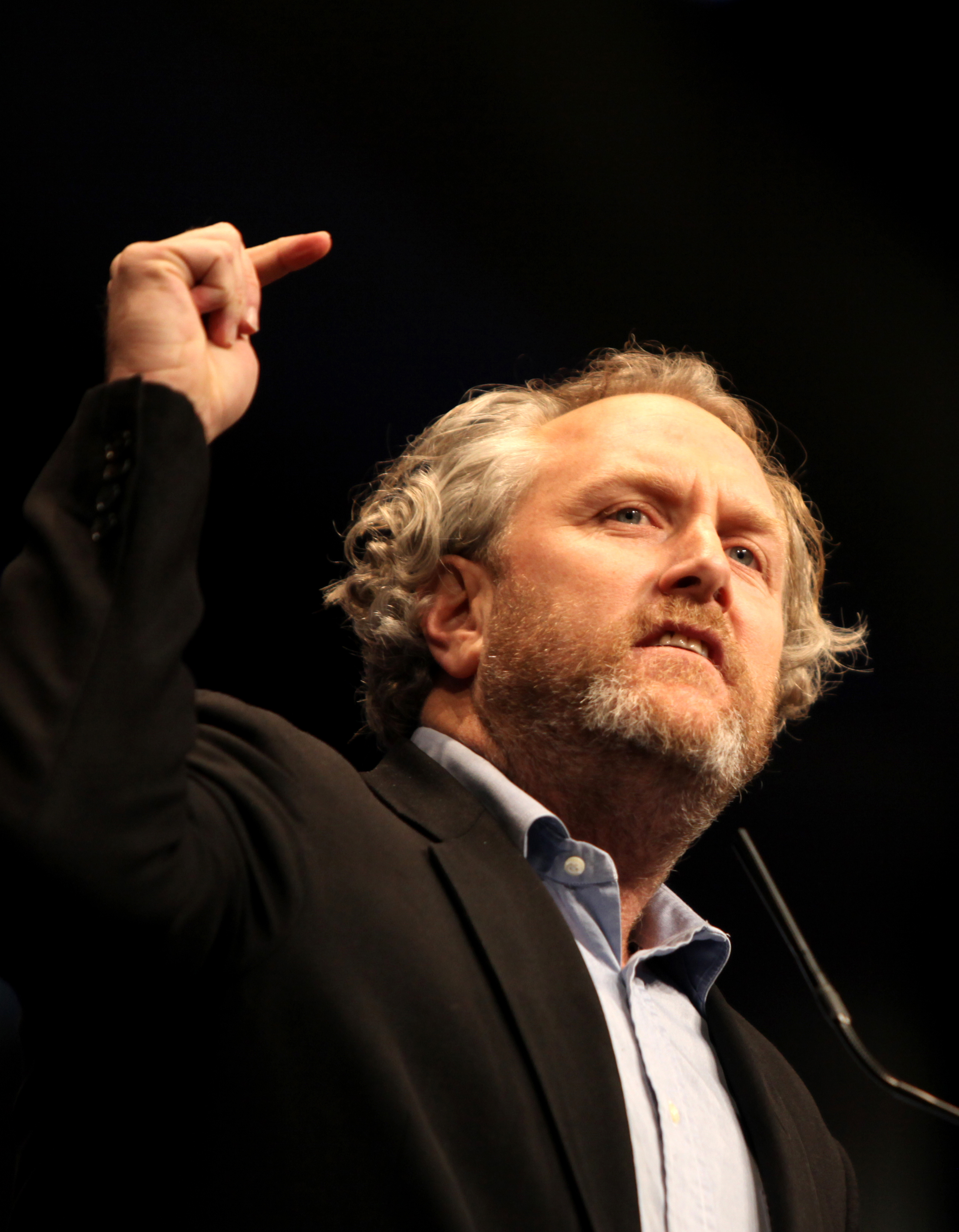
Andrew Breitbart en 2012.

En 2010, Andrew Breitbart fonde breitbart.com, un site web conçu pour devenir « le Huffington Post de la droite ». Larry Solov, cofondateur, raconte en 2015 que, quand Breitbart et lui décident de fonder Breitbart News, leur intention était de créer un média pro-liberté (« pro-freedom ») et favorable à Israël (« pro-Israel »)[réf. nécessaire].
En février 2014, le président exécutif de Breitbart News, Stephen Bannon, annonce le recrutement de douze autres journalistes et l'ouverture de bureaux au Texas et à Londres. C'est l'entame d'un plan de développement du site qui consiste à s'implanter notamment en Floride, en Californie et, à l'étranger, au Caire et à Jérusalem.

### Mort d'Andrew Breitbart
Le fondateur du site meurt en mars 2012. Larry Solov devient directeur général, propriétaire principal et président de Breitbart News. En octobre 2012 un article de BuzzFeed laisse sous-entendre qu'il y a des tensions internes dans la rédaction du site web depuis la mort de Breitbart. Steve Bannon devient son président exécutif.
Selon Politico, Robert Mercer (informaticien devenu milliardaire en créant des algorithmes capable d'anticiper le marché boursier ou d'influer sur lui), est avec sa femme l'un des investisseurs importants du site, mais les rédacteurs en chef de Breitbart ne « souhaitent pas communiquer l'identité de leurs investisseurs et leurs soutiens, étant donné que Breitbart est une société privée. »

### Crise interne de 2016
À l'approche de l'élection présidentielle américaine de 2016, en juillet 2015, Politico considère que Ted Cruz « est sûrement le candidat ayant le plus de relations avec la machine Breitbart ». En août 2015, un article de BuzzFeed révèle que des employées de Breitbart ont déclaré de façon anonyme que Donald Trump a payé le site pour avoir une couverture médiatique favorable de leur part. La direction du site a « fermement contesté » cette accusation.
En mars 2016, Lloyd Grove de The Daily Beast qualifie le site de « Trump-friendly » (favorable à Trump), affirmant que Breitbart « critique régulièrement l'establishment du Parti républicain, les élites médiatiques, les consultants de Washington et la chaîne d'information continue Fox News ». Le 11 mars, la journaliste de Breitbart Michelle Fields affirme s'être fait agresser par un membre de l'équipe de campagne de Trump, Corey Lewandowski (en), alors qu'elle tentait de poser une question,. Après avoir considéré que les journalistes de Breitbart n'ont pas assez soutenu leur consœur Michelle Fields, cette dernière et l'envoyé spécial du site Ben Shapiro démissionnent du site,,. Un article publié sur le site accuse Shapiro de trahir les lecteurs de Breitbart. L'envoyé spécial pour Breitbart Joel Pollak s'est ensuite excusé d'avoir publié cet article,. Le porte-parole du site Kurt Bardella remet également sa démission à la suite de cet événement, reprochant à Breitbart la gestion de cet incident ainsi que la bienveillance que les journalistes portent pour Trump,. Le 14 mars, plusieurs cadres dirigeants et des journalistes de Breitbart démissionnent de leurs postes car « […] ils [ont] perçu le soutien sans réserve de Breitbart pour Trump, jusqu'au détriment apparent d'une de leurs journalistes, comme une trahison ».

## Ligne éditoriale
Selon de nombreux média internationaux, Breitbart.com est un site d'extrême droite,,,,,.
Selon Laure Mandeville, grand reporter au Figaro, Breitbart.com se positionne comme « un site de combat anti-élites et populiste », critique contre l'establishment qu'il soit républicain ou démocrate. C'est d'ailleurs ce discours anti-élites qui caractériserait sa ligne éditoriale en premier lieu. Site conservateur, il n'hésite pas à prendre position contre l'idéologie traditionnelle du parti républicain. Répondant à une « demande massive » parmi une partie de la population américaine qui désapprouve les excès du politiquement correct dans la plupart des médias, Breitbart News adopte un discours offensif sur les questions sociétales.
Des courriels internes à Breitbart échangés notamment entre Stephen Bannon et Milo Yiannopoulos montrent que l'organisation a offert une plateforme médiatique aux nationalistes blancs et aux néo-nazis.

## Audience
Selon les chiffres disponibles en 2017, le site rassemble près de 50 millions de visiteurs uniques ce qui en ferait l'un des premiers sites mondiaux en termes de présence sur les réseaux sociaux. 

## Critiques
Selon Gaétan Mathieu de Télérama, Breitbart publie régulièrement des articles misogynes ou xénophobes. Le site a notamment publié des articles intitulés « Il n’y a pas de préjugé à l’embauche contre les femmes dans le monde de la tech, elles sont simplement nulles en entretien » ou encore « la contraception rend les femmes moches et folles ».
Pour Laure Mandeville, « Breitbart sacrifie souvent la nuance et l'honnêteté à son agenda idéologique ». Elle cite à cet égard les « campagnes de calomnies » menées par le site en 2017 contre le conseiller à la sécurité nationale, le général H. R. McMaster.
Le réseau d'activistes Sleeping Giants mène à partir de 2016 une campagne visant à convaincre les publicitaires de boycotter le site afin de couper toute rémunération à l'entreprise. Ce boycott fait suite à différentes critiques reprochant à Breibart News sa tendance misogyne ou xénophobe,.
D'après un sondage Gallup, Breitbart est considéré par les Américains comme étant le média le plus partisan et le moins objectif du pays.

## Antennes régionales effectives

### Londres
Breitbart London, section londonienne de Breitbart, est lancée en février 2014. Nigel Farage et Gerald Warner sont des intervenants réguliers du site.

### Jérusalem
Le 17 novembre 2015, le site lance Breitbart Jérusalem, qui couvre l'actualité en Israël et au Moyen-Orient[réf. nécessaire].

### Texas
Breitbart Texas est lancée en février 2014, en même temps que Breitbart London. Le rédacteur en chef de la section texane de Breitbart est Brandon Darby.

### Californie
Le 6 avril 2014, Breitbart lance Breitbart California. Kevin McCarthy, homme politique américain et l'acteur Orson Bean en sont des intervenants réguliers[réf. nécessaire].

## Antennes en projet

### France
En juillet 2016, Stephen Bannon annonce son intention d'ouvrir une version française du site, avant l'élection présidentielle de 2017 ; il présente alors la France comme « l’endroit où il faut être, avec ses jeunes entrepreneurs, les femmes de la famille Le Pen… Marion Maréchal Le Pen est la nouvelle étoile montante ». Ce projet est mis à mal par un étudiant français qui a racheté plusieurs url clés.

### Allemagne
Breitbart News compte également ouvrir une antenne en Allemagne.